# Chonecolea
Chonecolea là một chi rêu trong họ Chonecoleaceae.